# György Fejti
György Fejti (* 10. März 1946 in Sátoraljaújhely, Komitat Zemplén) ist ein ehemaliger ungarischer Politiker der Ungarischen Sozialistischen Arbeiterpartei MSZMP (Magyar Szocialista Munkáspárt), der unter anderem zwischen 1980 und 1984 Erster Sekretär des Zentralkomitees (ZK) der Kommunistischen Jugendliga KISZ war.

## Leben
Fejti, der aus einer Arbeiterfamilie stammte, begann nach dem Schulbesuch ein Maschinenbaustudium an der Technischen Universität Budapest BME (Budapesti Műszaki Egyetem), das er 1969 mit einem Diplom abschloss. Während des Studiums wurde er 1968 Mitglied der Ungarischen Sozialistischen Arbeiterpartei MSZMP (Magyar Szocialista Munkáspárt) und nahm 1971 eine Tätigkeit als Lehrassistent auf. 1972 wurde er Mitarbeiter des Zentralkomitees (ZK) der Kommunistischen Jugendliga KISZ (Magyar Kommunista Ifjúsági Szövetség) und war dort zwischen 1974 und 1976 zunächst Leiter der Organisationsabteilung, ehe er zwischen 1976 und 1979 Sekretär des ZK der KISZ wurde. Während dieser Zeit absolvierte er 1977 ein Studium an der Parteihochschule der MSZMP und fungierte zwischen dem 1. Mai 1979 und dem 3. Dezember 1980 als stellvertretender Leiter der Abteilung Partei- und Massenorganisationen des ZK der MSZMP. Auf einem ZK-Plenum wurde er am 2. Dezember 1980 auch Mitglied des ZK der MSZMP.
Am 3. Dezember 1980 wurde Fejti als Nachfolger von László Maróthy Erster Sekretär des ZK der KISZ und übte diese Funktion bis zu seiner Ablösung durch Csaba Hámori am 7. Dezember 1984 aus. In dieser Funktion war er zugleich Mitglied der ZK-Kommission für Leibeserziehung und Sport sowie Sekretär der Jugendkommission des ZK.
Am 7. Dezember 1984 wurde er Erster Sekretär des MSZMP-Parteikomitees im Komitat Borsod-Abaúj-Zemplén. Nach Beendigung dieser Tätigkeit wechselte er in die zentrale Parteiverwaltung und wurde am 27. Juni 1987 ZK-Sekretär für Verwaltungsangelegenheiten. Anschließend wurde er im Dezember 1988 Mitglied der ZK-Kommission für Völkerrecht und Verwaltung und war dort für Gesetzgebungsverfahren der Regierung von Ministerpräsident Miklós Németh zuständig. In dieser Funktion führte er als stellvertretender Leiter der Delegation der MSZMP ab April 1989 Gespräche zum politischen Wandel in Ungarn, die unter anderem zum Abbau der Grenzanlagen zu Österreich führten. Nach der Auflösung des Politbüros der MSZMP wurde er im Juli 1989 Mitglied des Lenkungsausschusses der MSZMP, ehe er sich im Oktober 1989 aus dem politischen Leben zurückzog und seither als Unternehmer in der Privatwirtschaft tätig ist.